# Санкт-Галленское епископство
Санкт-Галленское епископство (нем. Bistum St. Gallen, лат. Dioecesis Sancti Galli) — католическая епархия на северо-востоке Швейцарии с центром в городе Санкт-Галлен. Образовано 8 апреля 1847 г. путём выделения из прежде двойного епископства Санкт-Галлен — Кур на территории, до начала XIX в., в основном, принадлежавшей аббатству Санкт-Галлен. Небесными покровителями считаются святой Галл и Отмар Санкт-Галленский, а также Ноткер Заика.
Под управлением епархии находится, в первую очередь, кантон Санкт-Галлен, а также с 1866 г. — по поручению Ватикана — апостольский викариат для обоих полукантонов Аппенцелль-Иннерроден и Аппенцелль-Ауссерроден. В качестве кафедрального собора выступает бывшая монастырская церковь свв. Галла и Отмара в Санкт-Галлене.
Административно епископство подразделяется на 8 деканатов: Альтштеттен, Аппенцелль, Госсау, Роршах, Зарганс, Санкт-Галлен, Уцнах и Виль-Ваттвиль.

## История
Территория, занимаемая сегодня санкт-галленской епархией, была в Средние века разделена между епископствами Констанц и Кур. При этом им, в известной степени, противостоял аббат монастыря святого Галла, с IX в. обладавшего на подвластных ему землях почти всей полнотой власти. В период после упразднения аббатства в 1805 г. и на фоне кризиса констанцского епископства в Швейцарии получила распространение идея создания новой церковно-административной единицы с центром в Санкт-Галлене.
В 1815 г. папа Пий VII поручил управление восточно-швейцарской частью упраздняемого констанцского диоцеза аббату Беромюнстера, после смерти которого в 1819 г. оно перешло к епископам Кура.
В 1823 г. булла «Ecclesias quae antiquitate» объявила о создании нового двойного епископства Кур — Санкт-Галлен с кафедральным собором в бывшей монастырской церкви Санкт-Галлена. Тогда же в Санкт-Галлене были основаны семинария и независимый от Кура домский капитул; а новый епископ — по плану — должен был быть согласованной кандидатурой обоих капитулов. Фактически же, существование новой епархии было осложнено политическими претензиями властей кантона Санкт-Галлен, изначально стремившихся к созданию собственной кантональной епархии.
В 1833 г. после смерти епископа Карла Рудольфа фон Буоль-Шауэнштайна (Karl Rudolf von Buol-Schauenstein, 1760—1833) Санкт-Галлен (как и светские власти кантона Кур) отказался признавать нового епископа Иоганна Георга Босси (Johann Georg Bossi, 1773—1844), назначенного Ватиканом (домские капитулы не смогли прийти к компромиссу), потребовав для себя больших прав. Под давлением Босси всё же был признан Санкт-Галленом, хотя и не в качестве епископа, а только как апостольский викарий. Не желая дальнейшей эскалации конфликта, в 1836 г. папа Григорий XVI официально выделил Санкт-Галлен в отдельный апостольский викариат, начав тем самым длительный переговорный процесс о будущей новой епархии, в основном, завершившийся к 1845 г.
После подписания конкордата с кантоном Санкт-Галлен, 12 апреля 1847 г. Пий IX (в булле Instabilis rerum humanarum natura) объявил о создании нового санкт-галленского епископства. 29 июня того же года апостольский викарий Иоганн Петер Мирер был посвящён в сан епископа.
С 1866 г. апостольской администрации Санкт-Галлена подлежат также оба аппенцелльских полукантона, Аппенцелль-Иннерроден и Аппенцелль-Ауссерроден.

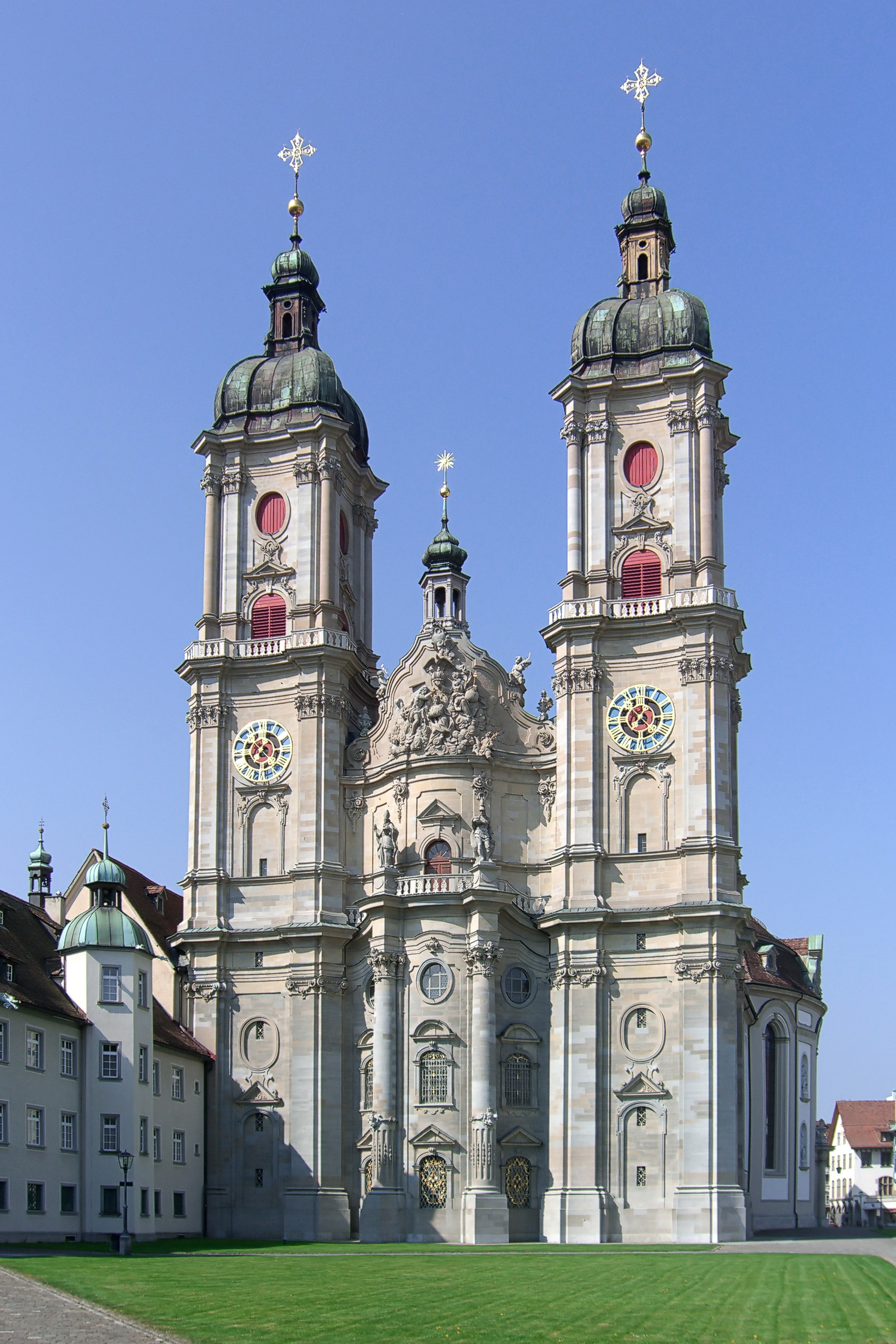
Бывшая монастырская церковь в Санкт-Галлене — кафедральный собор епархии

Любопытной особенностью является процедура выбора нового иерарха: право выбора принципиально принадлежит домскому капитулу, который, в свою очередь, учитывает голос мирян. Так, в 2006 г. был сначала проведён массовый опрос, и по ряду критериев отобраны 40 кандидатов, представленных домскому капитулу. Из них капитул оставил 6 имён претендентов, список которых был отослан на апробацию в Ватикан. Затем представители приходов имели право вычеркнуть из списка ещё трёх наименее подходящих кандидатов. И из оставшихся уже был выбран новый епископ, имя которого должен был подтвердить папа римский.
С 1863 по 1995 г. имя элект-епископа оглашалось сразу же после выбора, и лишь затем формально запрашивалось подтверждение Святого престола; Иоанн Павел II, однако, запретил эту практику в 1995 г.

## Список епископов Санкт-Галлена
(В скобках приведены даты правления)
- Иоганн Петер Мирер (1847—1862);
- Карл Грейт (1862—1882);
- Августин Эггер (1882—1906);
- Фердинанд Рюегг (1906—1913);
- Роберт Бюрклер (1913—1930);
- Алоиз Швейвиллер(1930—1938);
- Йозеф Мейле (1938—1957);
- Йозеф Хаслер (1957—1975);
- Отмар Медер (1976—1995);
- Иво Фюрер (1995—2005);
- Маркус Бюхель (2006—2025);
- Beat Grögli (с 22 мая 2025 — по настоящее время).